# Mansa funerea
Mansa funerea là một loài tò vò trong họ Ichneumonidae.